# Marknadsstörningsavgift
Marknadsstörningsavgift är en särskild avgift som näringsidkare kan åläggas att betala om näringsidkaren, eller någon som handlar på näringsidkarens vägnar, uppsåtligen eller av oaktsamhet har brutit mot vissa bestämmelser i Marknadsföringslagen (2008:486).
Marknadsstörningsavgift kan dömas ut om marknadsföringen varit aggressiv. Enligt 7 § Marknadsföringen är att anse som aggressiv om den innefattar trakasserier, tvång, fysiskt våld, hot eller annat aggressivt påtryckningsmedel.
Aggressiv marknadsföring är att anse som otillbörlig om den i märkbar mån påverkar eller sannolikt påverkar mottagarens förmåga att fatta ett välgrundat affärsbeslut.
Sådan aggressiv marknadsföring som anges i punkterna 24–31 i bilaga I till direktiv 2005/29/EG är alltid att anse som otillbörlig.
Vilseledande enligt 9 §, 10 § eller 12 – 17 §§ är att anse som tillbörlig om den påverkar eller sannolikt påverkar mottagarens förmåga att fatta ett välgrundat affärsbeslut.
Sådan vilseledande marknadsföring som anges i punkterna 1 – 23 i direktiv 2005/29/EG är alltid att anse som otillbörlig.
- Utpekande av annan näringsidkare enligt 18 § Marknadföringslagen.[7]
- Inte innehållit en giltig adress till vilken mottagaren kan sända en begäran om att marknadsföringen ska upphöra.[8]

Marknadsstörningsavgift kan också dömas ut om näringsidkare uppsåtligen eller av oaktsamhet bryter mot någon av bestämmelserna i 
- 14 § eller 14 a § tobakslagen (1993:581)[9]
- 4 kap 10 § alkohollagen (1994:1738)[10]
- 8 kap. 7 §, 8, 9 eller 14 § samt 15 kap. 4 § radio- och TV-lagen (2010:696)[11][12]
- 11 § lagen (1995:1571) om insättningsgaranti[13] eller
- 8 § lagen (2004:299) om inlåningsverksamhet[14]

när det gäller ett erbjudande som inte är riktat bara till andra än konsumenter. 
Marknadsföringsavgiften tillfaller staten.